# Пуэрто-Рико на летних Олимпийских играх 1992
Пуэрто-Рико принимало участие в Летних Олимпийских играх 1992 года в Барселоне (Испания) в двенадцатый раз за свою историю, и завоевало одну бронзовую медаль.

## Медали
Бронза
- Бокс, мужчины — Анибаль Асеведо.

## Состав сборной
Страну представлял 71 спортсмен: 65 мужчин и 6 женщин, они соревновались в 12 видах спорта. Младшим участником сборной был 18-летний боксёр Алекс Гонсалес, старшим — 51-летний стрелок Ральф Родригес. Знаменосцем был Луис Мартинес.

## Результаты

### Бейсбол
Бейсбол дебютировал в основной программе соревнований, ранее он включался в программу Олимпиад в качестве показательный. Игры прошли с 26 июля по 5 августа. На первом этапе команды сыграли друг с другом по круговой системе. Сборная Пуэрто-Рико заняла 5 место.
| Команда     | В | П | О | СР | ПР |
| ----------- | - | - | - | -- | -- |
| Пуэрто-Рико | 2 | 5 | 4 | 22 | 48 |